# Opération Mare Nostrum
Pour les articles homonymes, voir Mare nostrum (homonymie).
L'opération Mare Nostrum était une opération militaire et humanitaire menée par la Marina militare depuis le 18 octobre 2013. Lancée dans la foulée du drame de Lampedusa, elle vise à secourir en mer les immigrés clandestins. Elle est en partie remplacée par l'opération Triton de Frontex le 1er novembre 2014.

## Contexte

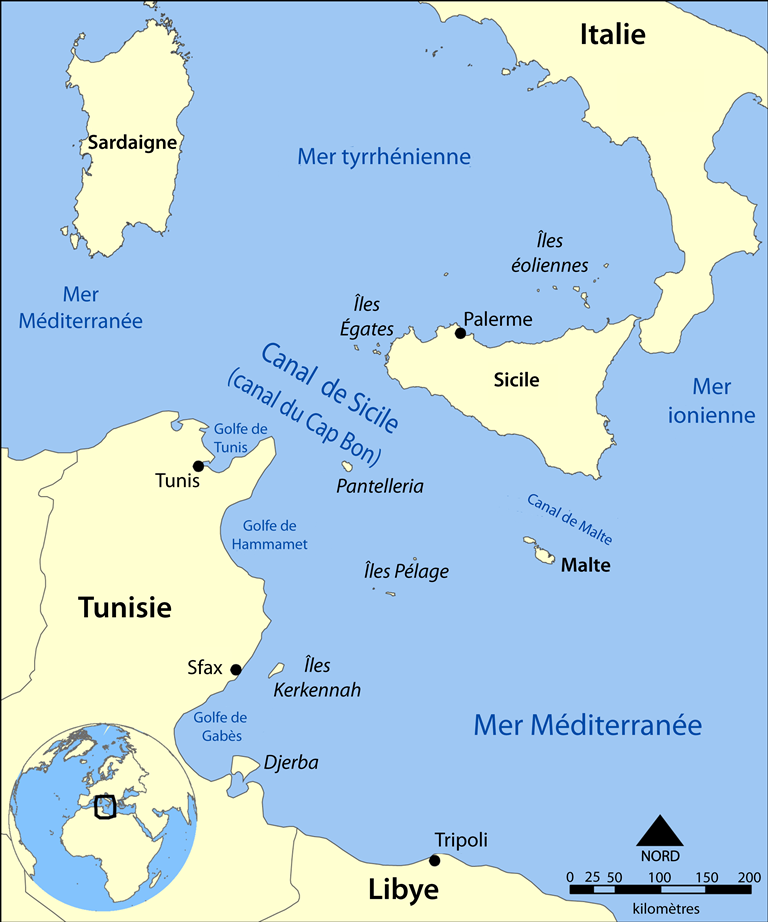
Le territoire concerné par l'opération

L'Italie est l'une des portes d'entrées principales de l'immigration clandestine sur le continent européen. Le naufrage survenu le 3 octobre 2013, coûtant la vie à 366 migrants, provoque une profonde émotion en Italie et Enrico Letta, alors président du Conseil, déclenche une opération militaro-humanitaire destinée à la fois à secourir les immigrants naufragés et à dissuader les passeurs.

## Moyens militaires
Les moyens militaires déployés pour l'opération sont considérables. Ils comprennent, :
- deux des frégates de classe Maestrale et leurs hélicoptères embarqués Agusta-Bell AB.212 ;
- deux patrouilleurs de classe Comandanti (it), eux aussi dotés d'un AB. 212 ;
- le navire d’assaut amphibie San Marco, de classe San Giorgio ;
- un avion de patrouille Piaggio P180 Avanti opérant depuis un aérodrome sur l'île de Lampédusa ;
- des drones de type MQ-1 Predator.

## Migrants secourus
Le nombre de migrants repêchés par les marins italiens est considérable : plus de 100 000 en moins d'un an. Les pays d'origines sont principalement des pays d'Afrique subsaharienne, mais aussi la Syrie et la Libye, pays en guerre civile. En août 2014, le journaliste allemand Rupert Neudeck a suggéré que le prix Nobel de la paix soit remis à la Marine italienne en reconnaissance de ces secours.

## Critiques et fin de l'opération
Le coût de ce déploiement militaire est important, estimé à environ 9 millions d'euros par mois . Il est presque entièrement supporté par l'Italie, l'Europe n'ayant accordé qu'une aide minime, dont Rome demande l'augmentation.
Outre son coût, cette opération est aussi critiquée car elle aurait, selon ses détracteurs, l'effet inverse de celui recherché en facilitant le passage de clandestins. En effet, des passeurs se contentent d'acheminer leurs passagers dans les eaux italiennes à l'aide d'un navire-mère, puis de les abandonner à bord de petites embarcations. Ainsi, le passage est assuré, puisque les clandestins sont secourus par la marine italienne, acheminés en Italie et traités comme des demandeurs d'asile. 
Pour ces raisons, de nombreuses personnalités en Italie ont demandé l'arrêt de l'opération. C'est notamment le cas du ministre de l'Intérieur Angelino Alfano. Il annonce finalement le 27 août 2014 que cette opération sera remplacée par « Frontex Plus », un programme géré par l'Union européenne de contrôle des frontières, et prendra le relais de l'Italie dans son financement.
À côté des critiques sur le fond, le nom de l'opération a lui-même fait l'objet d'une polémique, des personnalités comme le député Pippo Civati du Parti démocrate
 dénonçant ce choix qui rappelle à la fois l'expansionnisme romain, et l'impérialisme de l'époque fasciste, la propagande du régime fasciste ayant utilisé cette expression romaine pendant la Seconde Guerre mondiale.
L'opération prendra fin le premier novembre 2014. En remplacement, Frontex mènera l'opération Triton, mais, bien moins ambitieuse, celle-ci se contentera de patrouiller dans les eaux territoriales italiennes, elle n'aura ni mandat ni équipement pour procéder à des opérations de recherche et sauvetage en haute mer. Cet arrêt a été critiqué, notamment par le HCR et Amnesty International  qui dénoncent la mort probable de nombreux migrants naufragés après l'arrêt de l'opération.